# Großes Meer (Landkreis Diepholz)
Das Große Meer ist ein Naturschutzgebiet in der niedersächsischen Gemeinde Eydelstedt im Landkreis Diepholz ca. 1 km nordöstlich der Bauerschaft Holte im Ortsteil Donstorf. Es liegt zwischen Diepholz und Sulingen westlich des Wietingsmoors in der Diepholzer Moorniederung.
Das Naturschutzgebiet mit dem Kennzeichen NSG HA 012 ist 24,6 Hektar groß und umfasst den See mit dem umgebenden Ufer. Kernbereich ist der namensgebende See „Großes Meer“ (auch: „Holter Meer“). Das Gebiet ist eines der ältesten Naturschutzgebiete Norddeutschlands und steht seit dem 28. Februar 1942 unter Naturschutz. Es grenzt stellenweise an das Landschaftsschutzgebiet „Umgebung des Großen Meeres“. Eigentümer des Gewässers ist die Gemeinde Eydelstedt, zuständige untere Naturschutzbehörde ist der Landkreis Diepholz.

## Das Große Meer

### Entstehung
Das „Große Meer“ dürfte ein eiszeitliches Relikt sein. Es entstand vermutlich vor 14.000 Jahren als „Toteisloch“ in weichseleiszeitlichen Talsanden. Dafür spricht die umgebende 2 m mächtige gelbe Flugsandablagerung, während die sonstige Seeumgebung aus Flusssanden besteht. In der Nähe nordöstlich befindet sich das ähnlich entstandene „Kleine Meer“, welches aber zwischenzeitlich verlandet ist.

### Fläche, Einzugsgebiet und Nutzung
Die heutige Freiwasserfläche des „Großen Meers“ beträgt 11,2 ha, war jedoch früher deutlich größer (1958: 16,7 ha). Ursachen sind vermutlich Grundwasserabsenkungen der 1960er Jahre, denn seit etwa 1970 stagniert der Rückgang der Wasserfläche im Wesentlichen. Das oberflächliche Einzugsgebiet des „Großen Meeres“ entspricht etwa dem umgebenden Wegenetz und weist eine Fläche von ca. 47,3 ha auf. Damit hat der See im Vergleich zu seiner Oberfläche bzw. seinem Volumen ein relativ großes Einzugsgebiet, wodurch das Seeumland relativ großen Einfluss auf die Gewässerqualität hat. Der Großteil des Einzugsgebietes wird intensiv ackerbaulich genutzt. Weiterhin findet im näheren Umfeld des Gewässers extensive Grünlandnutzung statt.
Der See ist ein traditionelles Erholungsgebiet und wird vor allem von Einheimischen zum Schwimmen, Wandern oder zur Vogelbeobachtung genutzt. Der Fischereiverein Barnstorf nutzt das „Große Meer“ als Angelgewässer.

### Morphometrie
Das „Große Meer“ ist ein Flachsee mit einer mittleren Wassertiefe von 1,09 m. Die tiefsten Bereiche mit einer maximalen Wassertiefe von 1,55 m liegen etwa 70 m vor dem Ostufer. Das Seevolumen errechnet sich auf ca. 120.000 m³. Die geringe Tiefe lässt keine stabile Temperaturschichtung zu, so dass es sich um einen polymiktischen See handelt.
Das „Große Meer“ ist stark grundwasserbeeinflusst. Der unterirdische Zufluss erfolgt dabei überwiegend aus Osten, der Abstrom in Richtung Westen zur „Wagenfelder Aue“. In den Sommermonaten wird der Wasserstand des Sees überwiegend von Verdunstungsverlusten und der Abgabe an das Grundwasser beeinflusst. Daher zeigt der See saisonale Wasserstandschwankungen von 0,2 bis 0,3 m, bei längerer Trockenheit sogar bis zu 0,8 m. Weitere Wasserzufuhr erhält der See durch Niederschlagswasser (etwa 5500 m³ pro Jahr) und einen oberirdischen Grabenzufluss aus dem östlich gelegenen Einzugsgebiet.
Natürlicherweise verfügt das „Große Meer“ über keinen Oberflächenabfluss. Im Zuge von Meliorationsmaßnahmen wurde jedoch an der Südseite des Sees ein künstlicher Durchlass geschaffen, so dass vor allem im Frühjahr temporär ein Abfluss über die „Otternriede“ in die „Wagenfelder Aue“ erfolgen kann.
Die Gewässersohle besteht überwiegend aus glazialen Flugsanden. Der Seegrund ist jedoch heute großflächig von einer durchschnittlichen Schlammschicht von 1,14 m überdeckt, die maximal Mächtigkeiten von mehr als 2,85 m erreichen. Das Schlammvolumen errechnet sich auf ca. 107 000 m³.

### Uferstruktur und Trophie
Das Ufer des „Großen Meeres“ ist leicht eiförmig, ohne größere Buchten und hat eine Länge von 1600 m. Das Ostufer fällt, oberhalb des Wasserspiegels, zunächst steil (ehemalige Uferlinie) und danach nur noch seicht ab. An dieser Uferseite findet sich eine hohe Strukturvielfalt. Das wesentlich schmalere Westufer, welches sich trichterförmig zum See neigt, ist strukturärmer.
Hohe Nährstoffeinträge aus den umgebenden intensiv genutzten Landwirtschaftsflächen führen zu starker Eutrophierung des „Großen Meeres“. Die Eutrophierung führt dazu, dass der ursprüngliche makrophytendominierte Seenzustand mit hoher Sichttiefe sich zu einem planktondominierten Zustand mit sehr geringen Sichttiefen verschoben hat. Eine Zone untergetauchter Wasserpflanzen fehlt heute aufgrund der starken Trübung im gesamten Gewässer. Der aktuelle Trophiezustand ist polytroph. Insgesamt sind eutrophierungsbedingte Artenrückgänge zu verzeichnen, die Zunahme der Biomasse im See führt zu einer erhöhten Sedimentationsrate und zu einer beschleunigten Verlandung.

## Sage über die Entstehung des Holter Meeres
Als die Menschen in dieser Gegend noch Heiden waren, beteten sie in einem Walde zu ihren Göttern. Dieser heilige Wald stand dort, wo sich jetzt das Holter Meer befindet.

In diesem Heiligtum kam einmal ein Christenprediger und verkündete den umwohnenden Leuten den wahren Gott und Heiland. Die Heiden hörten ihm ruhig zu, und viele waren schon nahe daran, Christen zu werden. Da fasste der fromme Mann neuen Mut und fing an, in dem Wald Bäume zu schlagen und eine hölzerne Kirche zu bauen, in der er wohnte. Die Heidenpriester wagten aus Furcht vor dem Volke nicht, ihn bei seinen Werke zu hindern. Als er aber ein Türmlein auf das Dach setzte und eine Glocke durch den dunklen Wald erklingen ließ, stürzten sie sich voll Zorn auf den Fremdling und schlugen ihn vor der Tür des Kirchleins mit steinernen Äxten nieder. Aber kaum war der Mord geschehen, da drang ein unheimliches Brausen aus der Erde herauf, die Erde bebte und der ganze Wald versank mit allem was darin war, in die Tiefe. An der Stelle der Freveltat entstand ein runder See. Das ist heute das Holter Meer.

Als das Kirchlein in der Flut versank, geschah ein Wunder: Die Glocke flog aus dem Turme in die Luft hinaus und fiel mitten im Wietingsmoor nieder. Sie schlug mit solcher Gewalt in die Erde, dass ein unergründliches Loch entstand aus dem Wirbelwellen sprangen und so das Bokelohs Meer hervorbrachten. Es liegt zwischen Dörpel und Freistatt und ist auf keiner Karte zu finden. Nur die Schäfer kennen es. Mehr als einmal sollen Schafe beim Trinken im Strudel umgekommen sein. (Text aus "Heimatblätter für den Landkreis Diepholz" vom 07.03.1926).